# Johan Peter Wåhlin
Johan Peter Wåhlin, född den 16 april 1786 i Lund, död den 24 juni 1861 i Vingåker, var en svensk präst och skriftställare. Han var brorson till Christian Wåhlin och kusin till Lars Peter Wåhlin.
Wåhlin blev student vid Lunds universitet 1805, filosofie magister 1808 och docent i kyrkohistoria 1811 samt utnämndes till hovpredikant 1815. Sedan han tjänstgjort som legationspredikant och pastor vid svenska kyrkan i London 1818-30, utnämndes han 1830 till kyrkoherde i Västra Vingåker och erhöll teologie doktors samt 1832 prosts titel. Wåhlin var en beläst och språkkunnig man med livligt temperament, men den engelska excentricitet, som hans later antagit utomlands, ansågs inte passa rätt ihop med hans allvarliga kall. Han utgav bland annat Geographi för begynnare (1817), Bibelalmanach (1832), Stafbok efter grundstafningssättet (1841), Dagsländor. Anteckningar under vistandet i England och Frankrike åren 1818-32 (1846; ett större arbete), Biblisk läsbok (1847) och Anteckningar om särskilta religionssamfund och bekännelser (1852).